# Мусевич, Евгений Николаевич
Евгений Николаевич Мусевич (род. 20 мая 1958, Уральск, Казахская ССР) - советский и казахстанский спортсмен (хоккей на траве, футбол).

## Карьера
Воспитанник уральского спорта. Выступал в составе ФК «Уралец» (1980-1981, 1994, 1997-1998). В качестве вратаря провёл 73 игры, 5 игр провёл в качестве полевого игрока.
Также играл в хоккей с мячом. Дебютировал в «Уральце» в 1976 году и играл до 1995 года.
На чемпионате мира 1995 года выступал в составе сборной Казахстана, выигравшей турнир в группе «В» и завоевавшей путёвку в турнир группы «А».